# Transsiberià (pel·lícula)
Transsiberià és una pel·lícula de thriller dirigit per l'estatunidenc Brad Anderson, estrenada el 18 de juliol de 2008 a la ciutat de Nova York. Ha estat doblada al català. Fou estrenada al Festival Internacional de Cinema Fantàstic de Catalunya.

## Argument
La pel·lícula es desenvolupa al tren del transsiberià. Una parella estatunidenca, Roy (Woody Harrelson) i Jessie (Emily Mortimer), tots dos molt religiosos, coneixen al tren a Carlos (Eduardo Noriega) i la seva promesa Abby (Kate Mara). A partir de llavors Jessie s'adona que Carlos i Abby no són el bons que aparenten ser. El que hauria d'haver estat un viatge plaent es complicarà encara més en veure's inesperadament relacionats amb la recerca duta a terme per l'oficial Grinko (Ben Kingsley), un agent rus dedicat a la lluita contra el narcotràfic. Remake d' Horror Express.

## Repartiment
- Woody Harrelson - Roy
- Emily Mortimer - Jessie
- Ben Kingsley - Grinko
- Kate Mara - Abby
- Eduardo Noriega - Carlos
- Thomas Kretschmann - Kolzak
- Étienne Chicot - El francès

## Premis i nominacions
Medalles del Cercle d'Escriptors Cinematogràfics
| Categoria         | Candidats            | Resultat |
| ----------------- | -------------------- | -------- |
| Millor fotografia | Xavi Giménez         | Nominat  |
| Millor muntatge   | Jaume Martí i Farrés | Nominat  |

XVIII Premis de la Unión de Actores
| Categoria              | Candidats       | Resultat |
| ---------------------- | --------------- | -------- |
| Millor actor secundari | Eduardo Noriega | Nominat  |

Premis Gaudí 2009
| Categoria                                | Candidats                              | Resultat  |
| ---------------------------------------- | -------------------------------------- | --------- |
| Millor muntatge                          | Jaume Martí i Farrés                   | Guanyador |
| Millor direcció artística                | Alain Bainée                           | Guanyador |
| Millors efectes especials                | Jordi San Agustín                      | Nominat   |
| Millor pel·lícula en llengua no catalana | Transsiberià                           | Nominat   |
| Millor so                                | Rupert Ivey, Albert Manera i Marc Orts | Nominat   |